# Pontus Jansson
Pontus Sven Gustav Jansson (født 13. februar 1991) er en svensk professionel fodboldspiller, som spiller for Allsvenskan-klubben Malmö FF.

## Klubkarriere

### Malmö FF
Jansson startede sin seniorkarriere i hjemlandet, hvor han fra 2009 til 2014 var tilknyttet Malmö FF. Her var han med til at vinde det svenske mesterskab i både 2010, 2013 og 2014. 

### Torino
Jansson skiftede i juli 2014 til italienske Torino FC. Det lykkedes dog aldrig for Jansson at etablere sig i klubben, og hans spilletid var begrænset i sin tid i klubben.

### Leeds United
Jansson skiftede i august 2016 til Leeds United på en lejeaftale. Han imponerede i sin første sæson i England, og i februar 2017 annoncerede Leeds, at skiftet ville blive gjort permanent. Han var en del af Årets Hold i The Championship i 2016-17-sæsonen.

### Brentford
Jansson skiftede i juli 2019 til Brentford. Efter at Romaine Sawyers forlod klubben blev Jansson klubbens anfører. Han spillede en central rolle i, at Brentford i 2020-21 sæsonen for første gang i klubbens historie rykkede op i Premier League.

### Malmö FF retur
I april 2023 blev det annonceret, at Jansson ville skifte tilbage til Malmö FF ved kontraktudløb i juli af samme år.

## Landsholdskarriere

### Ungdomslandshold
Jansson har repræsenteret Sverige på flere ungdomsniveauer.

### Seniorlandshold
Jansson debuterede for Sveriges landshold den 18. januar 2012 i en venskabskamp mod Bahrain. Han var en del af den svenske trup til EM i 2016 i Frankrig, VM 2018 i Rusland og EM 2020.
Jansson annoncerede i august 2021, at han stoppede på landsholdet. Han opnåede 27 kampe i sin landsholdskarriere.

## Titler
Malmö FF
- Allsvenskan: 3 (2010, 2013, 2014)
- Svenska Supercupen: 1 (2013)

Individuelle
- EFL Championship Sæsonens hold: 1 (2016-17)
- PFA Championship Årets hold: 1 (2018-19)